# راگو (آرکانزاس)
راگو (به انگلیسی: Rago) یک منطقهٔ مسکونی در ایالات متحده آمریکا است که در آرکانزاس قرار دارد. راگو ۳۸۱٫۰ متر بالاتر از سطح دریا واقع شده‌است.